# الغاز الطبيعي في قطر

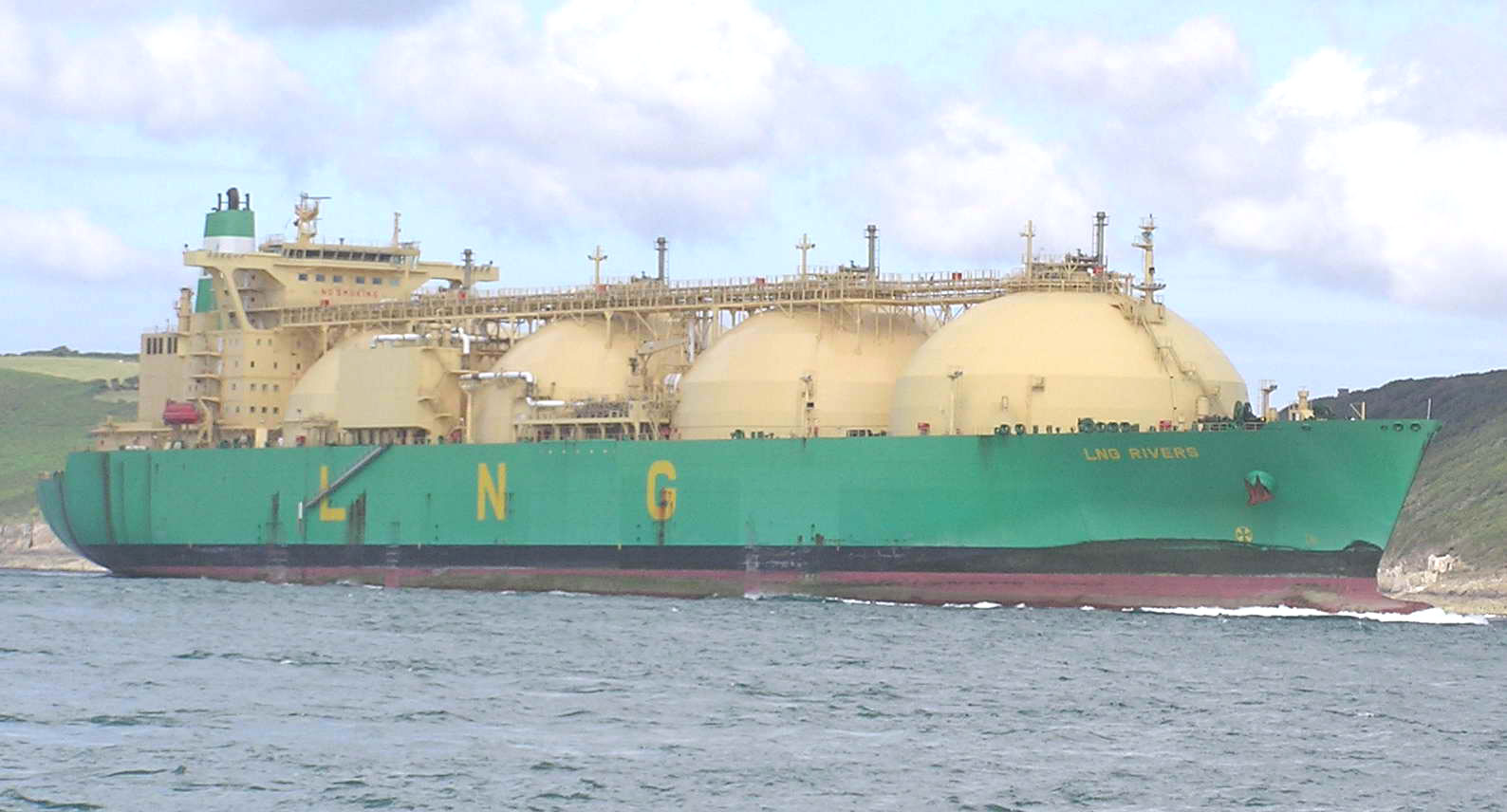
احدى حاملات الغاز الطبيعي المسال

الغاز الطبيعي في قطر تبلغ احتياطيات الغاز في قطر نحو 15% من احتياطي الغاز الطبيعي المكتشف في العالم ولقد ارتفع إنتاج الغاز الطبيعي في قطر بنسبة 17.9 % أي 5.8 مليار قدم مكعب حيث يعتبر هذا أعلى معدل توسع في منطقة الشرق الأوسط ويساهم حقل غاز الشمال بمعظم الإنتاج القطري للغاز، وقد اُكتشف الحقل في عام 1971، ويمثّل 10% من إحتياطي الغاز العالمي، مما يجعله أكبر حقل للغاز الحرّ في العالم. وقطر تحتل حاليًا المرتبة الثالثة عالميًا من حيث الإحتياطي المؤكد من الغاز الطبيعي بعد روسيا وإيران.
إن احتياطي الغاز في قطر يبلغ 900 ترليون قدم مكعب مشكّلاً بذلك ثالث أكبر إحتياطي في العالم بنسبة 14.4% من إجمالي الاحتياطي العالمي، وتحتوي منطقة الشرق الأوسط على 41% من احتياطي الغاز العالمي، ويبلغ 2585 ترليون قدم مكعب بنهاية عام 2007 وأغلبية هذا الاحتياطي في كل من قطر وإيران. وقد شهدت قطر أيضاً أكبر نمو في استهلاك النفط في الشرق الأوسط الذي أرتفع بنسبة 21.7% أي 95 ألف برميل في اليوم وذلك يرجع لارتفاع الاستهلاك في قطر والتوجه العالمي في نمو وزيادة الطلب في الأسواق وهو نتيجة النمو الاقتصادي القوي الذي شهده البلد في السنوات الماضية.
إن الطلب على الغاز القطري قوي وهو ما يجعل الدول المستوردة للحصول على المزيد من الغاز القطري، مشيرا إلى أن قطر وشركاتها المصدرة للغاز حصلت على نحو 90 مليون متر مكعب من الغاز الإضافي وهي كمية موسمية من شركة قطر للبترول. وتسعى قطر لإكمال مشروع توسعة تخزين المكثفات وهو مشروع يخدم الدولة وشركاتها التابعة والتوسع يشمل إضافة 3 خزانات للطاقة الاستعابية للتخزين حيث يوجد حاليا 3 خزانات فقط. الأزمة المالية لم تؤثر على الدولة بشكل كبير نظرا لان العقود المبرمة مع عملائها الرئيسيين طويلة الأمد وبأسعار ثابتة، ومن أبرز الإنجازات التي حققتها الدولة تأمين 4.1 مليار دولار أميركي لإعادة التمويل.
وأعلنت قطر مؤخراً عن توقيع عقود تطوير المرحلة الأولى من مشروع حقل الشمال بقيمة 105 مليار ريال لزيادة الإنتاج من الغاز الطبيعي المسال إلى 110 مليون طن سنويا بحلول العام 2024.

## صادرات
أصبحت قطر أكبر مصدر للغاز الطبيعي بالعالم حيث تعدت صادراتها حاجز ال83 مليون طن متري عام 2020م، تقدر حجم الصادرات القطرية لليابان من الغاز الطبيعي المسال بنحو 7.25 مليون طن سنويا تندرج ضمن عقود طويلة الأجل. وهناك كميات إضافية تجاوزت 10 ملايين طن لمدة سنتين». وتعد اليابان ثاني أكبر اقتصاد آسيوي وثالث أكبر اقتصاد عالمي بعد الولايات المتحدة الأميركية والصين. رفضت منظمة الدول المنتجة للنفط أوبك أية تهديدات غربية للجمهورية الإيرانية، نظراً لاحتمالية تسبب ذلك في نقص إمدادات الخام، على ما ذكره عبد الله البدري الأمين العام للمنظمة. وكانت طهران قد صرّحت على لسان مسؤوليها غير مرة أن أي إجراء عسكري حيالها، نتيجة برنامجها النووي.